# Шаоян
Шаоя́н (кит. упр. 邵阳, пиньинь Shàoyáng) — городской округ в провинции Хунань КНР.

## История
Ещё во времена империи Хань был создан уезд Чжаолин (昭陵县), из которого впоследствии был выделен уезд Чжаоян (昭阳县). В эпоху Троецарствия, когда эти земли входили в состав государства У, в 266 году был образован Чжаолинский округ (昭陵郡). После объединения китайских земель в империю Цзинь из-за практики табу на имена, чтобы избежать употребления иероглифа 昭, входившее в личное имя Сыма Чжао, он был заменён на похожий иероглиф 邵, и с 280 года округ стал называться Шаолинским (邵陵郡), а уезд Чжаоян был переименован в Шаоян (邵阳县). После образования империи Суй округ был в 589 году расформирован.
После основания империи Тан в 621 году была создана Наньлянская область (南梁州). В 636 году она была переименована в Шаочжоускую область (邵州), в 742 году — в Шаоянский округ (邵阳郡), в 758 году — снова в Шаочжоускую область.
Во времена империи Сун, когда Чжао Юнь в 1224 году взошёл на трон и установил девиз правления «Баоцин», то в честь того, что он, будучи наследником престола, был шаочжоуским фанъюйши, в 1225 году область была поднята в статусе и переименована по девизу правления, став Баоцинской управой (宝庆府); власти управы разместились в уезде Шаоян. После монгольского завоевания и образования империи Юань Баоцинская управа стала в 1277 году Баоцинским регионом (宝庆路), но после свержения власти монголов и образования империи Мин Баоцинский регион в 1368 году вновь стал Баоцинской управой. После Синьхайской революции в Китае была проведена реформа структуры административного деления, в ходе которой управы были упразднены, и поэтому в 1913 году Баоцинская управа была расформирована, а уезд Шаоян был переименован в Баоцин (宝庆县). В 1914 году уезду Баоцин было возвращено название Шаоян.
В 1947 году на стыке уездов Шаоян, Синьхуа и Уган был создан уезд Лунхуэй.
После образования КНР в 1949 году был создан Специальный район Шаоян (邵阳专区), состоящий из 6 уездов; власти Специального района разместились в уезде Шаоян. 19 октября 1950 года урбанизированная часть уезда Шаоян была выделена в отдельный городской уезд Шаоян.
16 февраля 1952 года на стыке уездов Шаоян и Синьхуа был образован новый уезд Синьшао, из уезда Шаоян был выделен уезд Шаодун, из уезда Уган был выделен уезд Дункоу, на стыке уездов Аньхуа, Шаоян, Сянсян и Синьхуа был образован новый уезд Ланьтянь (蓝田县). 15 июля 1952 года уезд Ланьтянь был переименован в Ляньюань (涟源县).
13 ноября 1952 года был расформирован Специальный район Иян (益阳专区), и в состав Специального района Шаоян перешли уезды Сянсян и Шуанфэн.
В 1953 году городской уезд Шаоян был выведен из состава специального района и подчинён напрямую властям провинции.
В марте 1956 года уезд Чэнбу (城步县) был преобразован в Чэнбу-Мяоский автономный уезд.
В 1958 году под юрисдикцию властей специального района вернулся городской уезд Шаоян, а 20 июня в состав Специального района Шаоян из Специального района Цяньян (黔阳专区) перешёл уезд Суйнин.
9 июля 1961 года урбанизированная часть уезда Синьхуа была выделена в отдельный город Лэнцзян (冷江市), а урбанизированная часть уезда Ляньюань — в отдельный город Лоуди (娄底市), но 20 октября 1962 года это решение было отменено, и территории вернулись в состав соответствующих уездов.
10 июля 1965 года уезд Сянсян был передан в состав Специального района Сянтань (湘潭专区).
10 октября 1969 года урбанизированная часть уезда Синьхуа была выделена в городской уезд Лэншуйцзян.
В 1970 году Специальный район Шаоян был переименован в Округ Шаоян (邵阳地区).
Постановлением Госсовета КНР от 29 сентября 1977 года городской уезд Лэншуйцзян и уезды Ляньюань, Шуанфэн, Шаодун, Синьшао и Синьхуа были выделены из Округа Шаоян, образовав отдельный Округ Ляньюань (涟源地区).
Постановлением Госсовета КНР от 20 февраля 1980 года городской уезд Шаоян был выведен из состава округа Шаоян и подчинён напрямую властям провинции.
Постановлением Госсовета КНР от 8 февраля 1983 года был расформирован округ Шаоян и образован городской округ Шаоян, но постановлением Госсовета КНР от 13 июля того же года был расформирован городской округ Шаоян и восстановлен округ Шаоян; тогда же в состав округа Шаоян из округа Лоуди (娄底地区) перешли уезды Шаодун и Синьшао.
Постановлением Госсовета КНР от 27 января 1986 года был окончательно расформирован округ Шаоян, а его административные единицы перешли под юрисдикцию властей города Шаоян, превратившегося таким образом в городской округ.
Постановлением Госсовета КНР от 12 февраля 1987 года был расформирован район Цяотоу (桥头区).
Постановлением Госсовета КНР от 18 февраля 1994 года уезд Уган был преобразован в городской уезд.
Постановлением Госсовета КНР от 29 августа 1997 года были упразднены Восточный, Западный и Пригородный районы, и созданы районы Шуанци, Дасян и Бэйта.
Постановлением Госсовета КНР от 12 июля 2019 года уезд Шаодун был преобразован в городской уезд.

## Административно-территориальное деление
Городской округ Шаоян делится на 3 района, 2 городских уезда, 6 уездов, 1 автономный уезд:
| Карта | Карта                         | Карта          | Карта                    | Карта            | Карта         |
| --- | ----------------------------- | -------------- | ------------------------ | ---------------- | ------------- |
| ① ② ③ Шаодун Синьшао Шаоян Лунхуэй Дункоу Суйнин Синьнин Чэнбу-Мяоский · автономный уезд Уган ① Шуанцин ② Дасян ③ Бэйта |                               |                |                          |                  |               |
| Статус | Название                      | Иероглифы      | Пиньинь                  | Население (2010) | Площадь (км²) |
| Район | Шуанцин                       | 双清区         | Shuāngqīng qū            |                  |               |
| Район | Дасян                         | 大祥区         | Dàxiáng qū               |                  |               |
| Район | Бэйта                         | 北塔区         | Běitǎ qū                 |                  |               |
| Городской уезд | Уган                          | 武冈市         | Wǔgāng shì               |                  |               |
| Городской уезд | Шаодун                        | 邵东市         | Shàodōng shì             |                  |               |
| Уезд | Синьшао                       | 新邵县         | Xīnshào xiàn             |                  |               |
| Уезд | Шаоян                         | 邵阳县         | Shàoyáng xiàn            |                  |               |
| Уезд | Лунхуэй                       | 隆回县         | Lónghuí xiàn             |                  |               |
| Уезд | Дункоу                        | 洞口县         | Dòngkǒu xiàn             |                  |               |
| Уезд | Суйнин                        | 绥宁县         | Suíníng xiàn             |                  |               |
| Уезд | Синьнин                       | 新宁县         | Xīnníng xiàn             |                  |               |
| Чэнбу-Мяоский автономный уезд                                                                                           | Чэнбу-Мяоский автономный уезд | 城步苗族自治县 | Chéngbù Miáozú zìzhìxiàn |                  |               |

## Экономика
В округе расположено предприятие компании China Aerospace Science and Industry Corporation (ракетно-космическое оборудование).

## Города-побратимы
Городами-побратимами Шаояна является:
- Саратов (Россия).